# Краище (област Благоевград)
Вижте пояснителната страница за други значения на Краище.
Кра̀ище е село в Югозападна България. То се намира в община Белица, област Благоевград.
Пощенски код: 2781.

## География
Село Краище се намира в планински район на източния бряг на река Места, между планините Рила и Родопи.  ЖП гара Белица  на теснолинейната ЖП линия Септември - Добринище е на 1км от селото. Надморската височина  е 896 м. Намират се близо до него Rila Fun Park, Ламбиеви колиби, Парк за танцуващи мечки.

## Население

### Етнически състав
Преброяване на населението през 2011 г.
Численост и дял на етническите групи според преброяването на населението през 2011 г.:
|                     | Численост |
| Общо                | 2483      |
| Българи             | 320       |
| Турци               | 670       |
| Цигани              | -         |
| Други               | 22        |
| Не се самоопределят | 31        |
| Неотговорили        | 1440      |

## Религии
- Ислям.